# 西藏梅花草
西藏梅花草（学名：Parnassia tibetana），为卫矛科梅花草属下的一个植物种。